# Вингокер (община)
Община Вингокер (на шведски: Vingåkers kommun) е разположена в лен Сьодерманланд, източна централна Швеция с обща площ 442 km2 и население 8835 души (към 31 декември 2013). Административен център на община Вингокер е едноименния град Вингокер.